# SSL File Transfer Protocol
SSL File Transfer Protocol eller FTPS är en form av SSL/TLS-krypterad FTP som finns i två varianter och skall inte förväxlas med SFTP som använder SSH.
Implicit SSL FTP använder sig av en särskild port till skillnad från Explicit SSL FTP som kan köra på samma som vanliga kontrollkanalen. Vid uppkopplingen kommer klienten och servern överens om vilken kryptering som skall användas under resten av tiden. All följande kommunikation är krypterad. Även dataporten krypteras vid Implicit SSL FTP.